# 施派尔主教座堂
施派尔主教座堂（德語：Speyerer Dom），正式名称为圣母升天圣斯蒂芬圣殿皇帝主教座堂（拉丁文：Domus sanctae Mariae Spirae；德文：Dom zu Unserer lieben Frau in Speyer）即“施派尔皇帝教堂”（德語：Kaiserdom zu Speyer），位于德國莱茵兰-普法尔茨州莱茵河畔的城市施派尔，是天主教施派尔教区的主教座堂，罗马天主教会宗座圣殿，用红色砂岩建造，是施派尔市的著名标志。在法國的克吕尼隐修院損毀之後，施派尔主教座堂成为目前世界上存留最大的羅馬式教堂建築，在1981年入选聯合國教科文組織的世界文化遺產。

## 歷史

### 中世纪

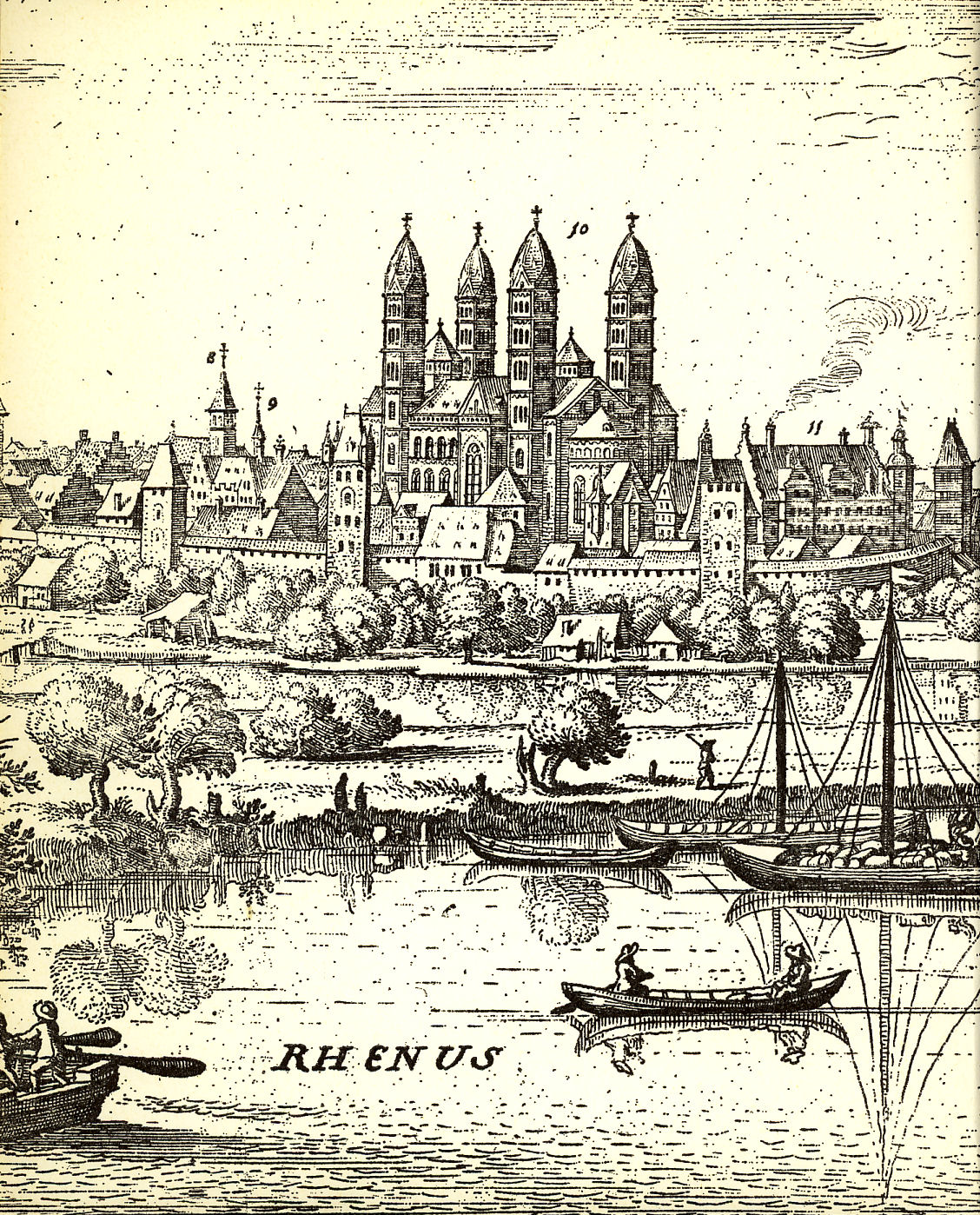
1640年莱茵河畔的施派尔主教座堂

萨利安王朝的罗马人民的国王和神圣罗马帝国皇帝康拉德二世在1030年下令建造该教堂，目标是建立一座欧洲最大的教堂，但是他甚至是他的儿子亨利三世都没能亲眼目睹教堂的完工，直到他的孙子亨利四世时的1061年教堂才得以交付使用。传说康拉德二世先是为巴特迪克海姆的林堡修道院奠基，然后带着他的妻子和儿子骑马来到施派尔为教堂和圣若翰教堂奠基，为了将建造教堂所需的石料和木材运送到施派尔，还特意挖凿了一条从普法尔茨森林通往莱茵河的运河。
教堂动工将近20年后，亨利四世下令推倒了其中一半的建筑，为的是能够蓋出比原先设计更大的规模：教堂的西楼楼顶被拆除，建筑增高了5米，并根据当时的罗马式建筑风格，将木质平顶换成了浅色的十字形穹窿。教堂的东楼则被完全拆除，重新铺设了8米深的地基，东楼的钟楼穹窿是当时典型的罗马样式。在亨利四世去世的1106年新教堂终于竣工，教堂长444罗马尺（1罗马尺约合31厘米至34厘米），宽111罗马尺，是当时世界上最大的建筑。
施派尔在当时仅有500个居民，为什么亨利四世会在这么小的一个城市建造那么大的教堂，这是有着他特别的政治原因：罗马帝国皇帝不仅是世俗世界的最高统治者，他也认为是宗教世界的领袖，由此导致了他与教宗格里高利七世在叙任权斗争中激烈的政治矛盾，施派尔教堂的规模和气势就是为了彰显皇帝宏大的政治权力抱负。

### 中世纪后至现代

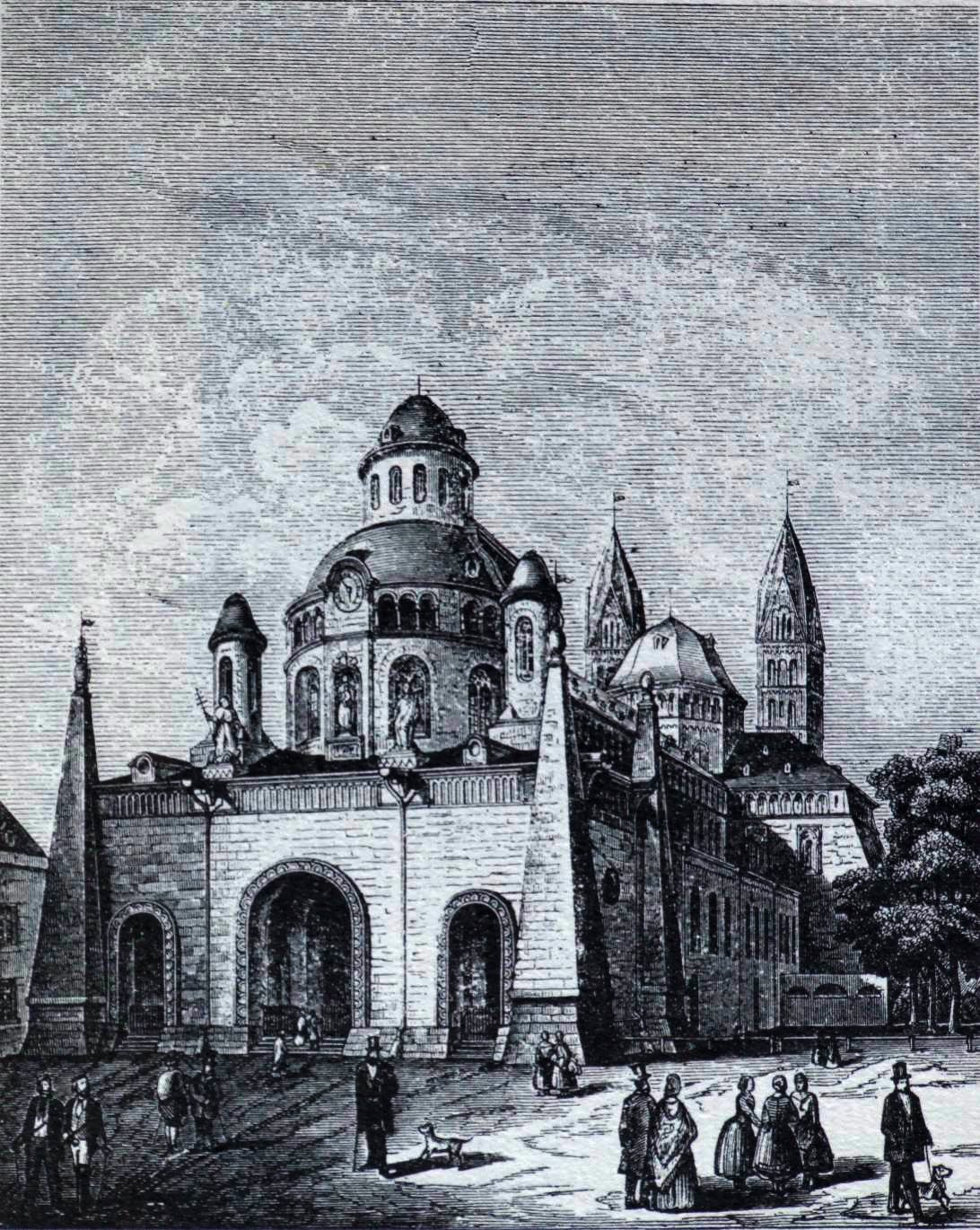
1830年施派尔主教座堂的巴洛克风格正立面

1689年，施派尔在大同盟战争中遭受法国军队的进攻，市民们将他们的家具搬到教堂中，希望这样能够免于被法国军队烧毁。几公尺高的家具堆在教堂内，但并没有因此而幸免，法国军队依旧焚烧了家具，浓烈的火焰高温使得教堂西楼穹窿倒塌，而东楼在火灾中得以屹立未倒，教堂内的一部分皇室墓冢被法国军队破坏并洗劫一空。
18世纪后半叶，施派尔筹集到了足够的资金重修教堂的西楼，新楼被建造成巴洛克风格，但它仅仅安稳了约60年时间。在法国大革命时期，该教堂再次成为人们政治攻击的目标，暴动的人们损毁了教堂内的所有圣坛，1806年人们又打算将教堂完全拆除，所幸得到美因茨主教Joseph Ludwig Colmar的阻止。拿破仑的法国军队还曾将教堂作为他们的牲畜圈、粮食和物资仓库。
拿破仑溃败后，教堂得到重新整修，1818年起成为主教座堂，1846年至1853年德国画家Johann von Schraudolph受巴伐利亚国王路德维希一世的委托，为主教座堂绘制了一组拿撒勒派风格的湿壁画作品，而保存至今的教堂内西侧的作品则是1854年至1858年间完成的，它们被认为是19世纪的大型作品，路德维希一世甚至相信在过去的很长一段时间内，施派尔主教座堂内的绘画作品是最大的。

### 现状
20世纪中叶，施派尔主教座堂经过了一次全面整修，按照当初的罗马样式，但又与当时的罗马样式不同。在1960年代的这次整修中采用了一项新技术，保存完好的湿壁画被取下，放置在事先准备好的特殊织布上保存，仅有主窗上的19平方米大的湿壁画被保留在原处，整修中还将摇摇欲坠的砂石柱被注入水泥加固。在当今的建筑学文献中，施派尔主教座堂被作为“以现代古迹保护标准来进行复原整修”的范例。
1996年起主教座堂又开始了新一轮的整修，预计将持续到2015年，耗资也将达到2600万欧元，

## 建筑

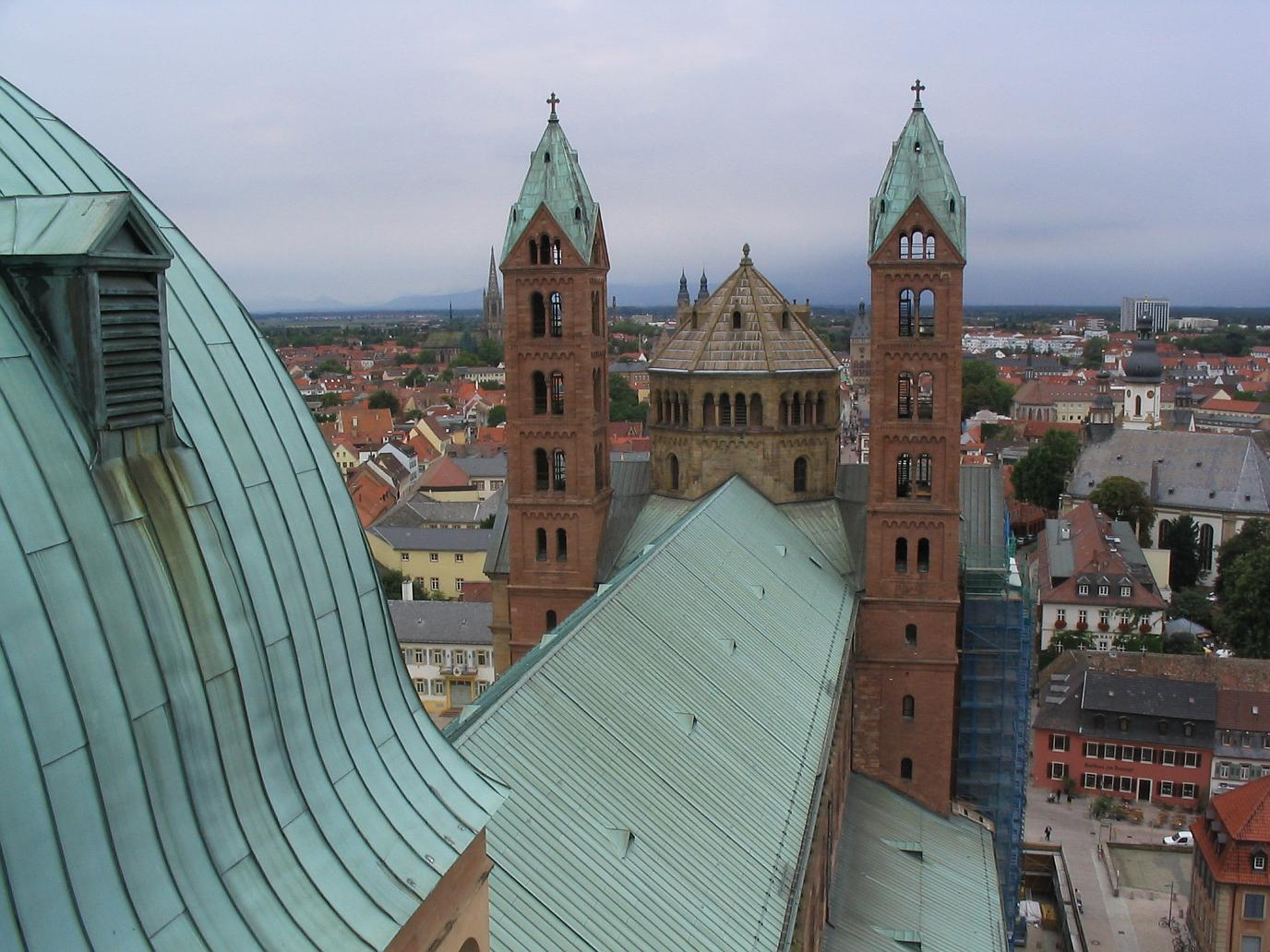
施派尔主教座堂的穹窿

施派尔主教座堂在罗马式建筑中具有重要地位，因为它继承和发展了加洛林和奥托王朝的建筑风格。那个时代困扰建筑师的最大问题是教堂的穹窿，小教堂可以使用半圆形的穹窿，亨利四世在施派尔主教座堂的侧翼使用十字形的穹窿，而在中殿使用圆形穹窿，这给人以一种全新的空间感受，这种在垂直高度上的运用已经有些类似哥特式。
主教座堂中殿穹窿的建造要求很高的技术，因为它不再是传统的一整个平面，而是由很多小块组成。施派尔主教座堂的外部由一种独特的罗马样式装饰，与当时著名的美因茨主教座堂和沃尔姆斯主教座堂完全不同。
- 总长：134米
- 中殿高度：33米
- 正厅宽度：37.62m
- 东塔高度：71.20米
- 西塔高度：65.60米

## 地下墓室
施派尔主教座堂曾是神聖羅馬帝国皇帝埋葬的地方，持续有近300年，主教座堂的地下墓室建造于1041年，是欧洲最大的罗马式柱廊，42个十字形穹窿简单地架在立方柱子上。
地下墓室埋葬有：
- 康拉德二世，罗马人民的国王和罗马帝国皇帝。
- 亨利三世，罗马人民的国王和罗马帝国皇帝。
- 亨利四世，罗马人民的国王和罗马帝国皇帝。
- 亨利五世，罗马人民的国王和罗马帝国皇帝。
- 比阿特丽斯·冯·勃艮第，腓特烈一世的皇后。
- 菲利普·冯·士瓦本（Philipp von Schwaben），亨利六世的弟弟、奥托四世的对立国王。
- 鲁道夫一世，罗马人民的国王、哈布斯堡王朝的创立者。
- 阿道夫一世，拿骚伯爵，罗马人民的国王。
- 阿尔布雷希特一世，哈布斯堡王朝的罗马人民的国王。

## 外部連結
- 施派尔主教座堂官方网站 （页面存档备份，存于） （德文）
- 天主教施派尔教区网站 （德文）
- 施派尔主教座堂国际音乐节 （德文）
- 施派尔主教座堂协会 （页面存档备份，存于） （德文）
- 施派尔城市网站关于施派尔主教座堂 （德文）